# Asyneuma trichostegium
Asyneuma trichostegium là loài thực vật có hoa trong họ Hoa chuông. Loài này được (Boiss.) Bornm. mô tả khoa học đầu tiên năm 1921.